# Sisalean
Sisalean is een bestuurslaag in het regentschap Padang Lawas van de provincie Noord-Sumatra, Indonesië. Sisalean telt 539 inwoners (volkstelling 2010).